# Espuri Postumi Albus Regil·lensis (tribú consular 432 aC)
Espuri Postumi Albus Regil·lensis (llatí: Spurius Postumius Sp. f. A. n. Albus Regillensis) era fill d'Espuri Postumi Albus Regil·lensis (cònsol 466 aC). Era de la família patrícia dels Postumi Albí, i membre de la gens Postúmia.
Titus Livi explica que va ser tribú amb potestat consolar de Roma el 432 aC i va servir com a llegat a la guerra del 431 aC.